# Oversvømmelse
Oversvømmelser er naturlige, men ofte uventede hændelser, der forekommer, når vand oversvømmer store landområder. Oversvømmelser kan opstå, når store mængder af vand samler sig på et sted, hvilket eksempelvis kan ske som følge af kraftig regn, hurtig snesmeltning, orkaner eller storme, der blæser vandet i en bestemt retning, springflod eller eventuelt flere af disse faktorer samtidig. Oversvømmelser opstår almindeligvis ved, at en flod går over sine bredder, men havet kan i visse tilfælde gøre det samme. Kraftig nedbør i områder uden tilstrækkeligt afløb kan også føre til oversvømmelser.
Oversvømmelser kan medføre store skader, enten ved at store mængder vand strømmer igennem landet og river alting med sig, eller ved at vandet bliver liggende og forårsager vandskader på de omkringliggende bygninger. Oversvømmelser kan imidlertid også være nyttige, da de nogle steder kan tilføre nødvendig vand og næring til et ellers udtørret dyrkningsområde. Dette ses blandt andet ved risdyrkning og i øvrigt langs mange floddeltaer, hvor oversvømmelse ofte udføres systematisk med mere eller mindre avancerede tekniske løsninger.
Man har forsøgt at forhindre uønskede oversvømmelser ved blandt andet at bygge diger og dæmninger.

## Oversvømmelser i Danmark
Danmark har gennem tiderne været ramt af oversvømmelser, der har kostet mange menneskeliv og store materielle skader, se stormflod.

## Mulige årsager til større oversvømmelser
En større oversvømmelse kan være forårsaget af mange forskellige begivenheder:
- Kriterier for forbigående oversvømmelser:
  - Området er tæt ved havet, og en flodbølge (tsunami) rammer kysten og transporterer vand op over denne.
  - Et grydeagtigt område får store vandmængder fra floder eller nedbør, og vandet har svært ved komme væk. Det regner meget i tilstødende højereliggende områder, som sender vand ned til det grydeagtige område.
  - En gletsjers smeltevand bryder igennem isen.
- Kriterier for en permanent oversvømmelse:
  - Et landområde er af en eller anden grund blevet lavere end havoverfladen, f.eks. pga. pladetektonik. Havvandet finder på et tidspunkt vej ind til landsænkningen.
    - Sortehavet var tidligere væsentlig lavere og rummede ferskvand. Sortehavet formodes at være blevet oversvømmet i nyere tid – måske omkring 5600 f.Kr..
    - For ca. 5,9 millioner år siden i den geologiske tid Miocæn var Middelhavets vandoverflade ca. 2 km under oceanets. For ca. 5,4 millioner år siden brød havvandet igennem Gibraltarstrædet og oversvømmede Middelhavet.
    - Det Døde Havs vandoverflade er i dag 405 meter under havets overflade pga. fordampning.
- En istid "slutter", eller polernes is mindskes på grund af at:
  - Solen får større udstråling af lysenergi.
  - Mængden af drivhusgasser i atmosfæren forøges.

Det sidste vil forårsage højere temperaturer, som igen vil øge cirkulationen af vanddamp og havvand.
Oversvømmelse kan også ske ved langsommere fordampning.

## Tidligere lavere vandstand i havene
Der er tegn på, at havets overflade har ligget lavere i forhistorisk tid, fx under Istiderne. Muligvis har normalvandstanden ligget 130 meter lavere over hele Jorden.